# Charmides (Plato)
De Charmides is een van de vroege dialogen van Plato en handelt vooral over het belang van zelfkennis. Socrates begint een gesprek met de jongeling Charmides waarbij hij matigheid en terughoudendheid aanprijst als na te streven deugden. 'Sophrosyne' (σωφροσύνη), een vrij complex begrip dat zoiets als gezondheid van de ziel beduidt, komt geregeld ter sprake.

## Inhoud

### Charmides intrede(154a-155b)
De Charmides begint als Socrates na jaren legerdienst en strijdgeweld terugkomt naar Athene. Hij ontmoet zijn oude vrienden in de worstelschool tegenover de Basilè-tempel en die beginnen hem meteen uit te horen over de strijd. Op zijn beurt vraagt hij hen hoe het met de filosofie gesteld is in Athene en ook of er bijzonder wijze en mooie jongelingen zijn. Charmides blijkt zo iemand te zijn, hij is niet alleen mooi, maar beschikt ook over een evenwichtig temperament. Vlak daarop treedt Charmides de worstelschool binnen. Socrates is onder de indruk van zijn schoonheid. Hij dringt er bij zijn vriend Critias, de oom van Charmides, op aan om de jongeling naar hem te sturen. Critias wenkt zijn neef en zegt dat Socrates een dokter is die een mysterieuze kuur kent tegen zijn hoofdpijn. Die mysterieuze kuur, zo zegt Socrates dan tegen Charmides, geneest niet alleen het lichaam, maar ook de geest en maakt de ziel bovendien gematigd.

### Begin onderhoud Socrates - Charmides(155b-155e)
Plato opent met een komische scène, waarbij iedereen iedereen zit te porren, opdat de schone jongeling naast hem zou komen zitten. Daarbij rolt er zelfs iemand van de bank. Charmides neemt ten slotte plaats tussen Critias en Socrates. Plato beschrijft dit erotisch geladen fragment op een ludieke manier die contrasteert met de ernstige discussie die erop volgt. Socrates zit zelfs even om woorden verlegen als hij in de ogen van Charmides kijkt: "(...) Hij kijkt me aan. Die ogen! Niet te beschrijven! (...)" En wat verder: "(...) En op dat ogenblik, mijn waarde, zie ik wat er onder zijn kleed is! ik gloei! Ik ben niet langer mezelf meester.(...)" Charmides vraagt hem of het waar is dat hij een middel tegen hoofdpijn kent. Socrates slaagt er met moeite in om te zeggen dat dit inderdaad het geval is.

### De Toverformule(155e-157a)
De toverformule waar Socrates op doelt zou een bepaald bloemblad zijn, waar ook nog een formule bijhoort. Die formule, zo vertelt Socrates, heeft hij van een Thracische dokter - volgeling van Zalmoxis - geleerd. Het komt erop neer dat je samen met het lichaam ook de ziel moet behandelen, anders werkt de kuur niet. Als de dokters onmachtig zijn om een ziekte te genezen, komt dit doordat ze dit principe niet toepassen.
Het is duidelijk dat Socrates dit deel als voorbereiding opzet om met de jonge Charmides over de zorg voor de ziel te kunnen spreken.

### De Toverformule en de Wijsheid(157a-158e)
Socrates zegt dat de verzorging van de ziel bestaat uit schone betogen, redevoeringen. Zij zijn de toverspreuken waar hij het over had want door hun werking ontstaat in de ziel de wijsheid. De dokters die alleen maar een oog, een voet of ander onderdeel van de zieke behandelen vergissen zich, doordat ze verzuimen om de 'toverformule' uit te spreken.
Na dit inleidende deel waarin hij zijn kuur aanprijst, vraagt Socrates aan Charmides of hij bereid is zich aan zijn 'formule' te onderwerpen. Critias is ook enthousiast en prijst Charmides nog eens aan als iemand die in wijsheid en schoonheid ver boven zijn leeftijdsgenoten uitsteekt. Zo is zijn hoofdpijn eigenlijk nog een geluk, zegt Critias, want dit zal hem in staat stellen om deze wijsheid aan Socrates te tonen en zijn geest nog te verbeteren.
Socrates prijst vervolgens Charmides' afkomst langs moeders- en langs vaderszijde om zijn vertrouwen uit te drukken dat een nakomeling van zulke voortreffelijke families wel schoon en wijs moet zijn.
Charmides verklaart akkoord te gaan om zich door Socrates te laten onderzoeken en aldus te weten te komen of hij al wijsheid bezit.

### Wat is de Wijsheid?(158e-159b)
Socrates nodigt Charmides vervolgens uit om uit te drukken wat wijsheid volgens hem is. Immers, wie wijsheid bezit, moet ook iets kunnen zeggen over haar aard en eigenschappen.
"... Zeg eens: wat is volgens uw mening de wijsheid?"

### Eerste antwoord Charmides: Kalmte(159b-160e)
Socrates haalt Charmides' antwoord dat wijsheid gelijk is aan kalm handelen snel onderuit met dit argument: wijsheid is schoon. Maar wat is nu schoner: iets dat snel en vinnig wordt uitgevoerd of iets dat sloom en traag wordt uitgevoerd? Hij geeft als voorbeeld onder meer iets mooi schrijven (snel of traag), lezen (snel of traag) en een sportactiviteit zoals worstelen. In elk geval dient besloten te worden dat wat snel en schoon wordt gedaan beter is dan traag en schoon. Ergo: wijsheid kan niets met kalmte of traagheid te maken hebben. Charmides zal een beter antwoord moeten verzinnen.

### Tweede antwoord Charmides: Bescheidenheid(160e-161b)
Socrates zet de jongeling aan tot zelfonderzoek teneinde met een beter antwoord te komen. Charmides doet een poging, denkt diep na en besluit dan dat wijsheid neerkomt op bescheidenheid, vermits wijsheid in de mens het schaamtegevoel aanwakkert. Socrates pareert ook deze stelling. Hij wijst erop dat wijsheid iets schoons en ook iets goeds is, en dat Homerus gelijk had toen hij dichtte:

"Bescheidenheid is geen goede gezellin voor een behoeftig man." 

Vermits bescheidenheid niet zonder meer goed is en wijsheid wel (want zij maakt de mensen in wie ze aanwezig is goed) ... kan wijsheid dus niet hetzelfde zijn als bescheidenheid.

### Derde antwoord Charmides: Het Zijne doen(161b-162e)
Charmides zegt dat hij van iemand eens gehoord heeft dat wijsheid erin zou bestaan 'het zijne te doen'. "Foei! Schelm!" roept Socrates uit, "dat heb je van Critias of van een andere geleerde!" Maar Critias houdt zich (nog even) afzijdig. Socrates vraagt dan aan Charmides of een wijze staat dit zo zou regelen dat ieder zijn eigen schoenen, zijn eigen krabijzer moest maken, zijn eigen kleed weven enz. Charmides geeft toe dat dit niet zo'n goede regeling zou zijn. Socrates zet hem dan mat door erop te wijzen dat het dan geen wijsheid kan zijn, vermits een staat geleid door wijze mannen zoiets niet doet. "Hebt ge die bewering dan uit de mond van een dwaas gehoord, Charmides?" zegt hij plagerig. Hij eindigt met een scherts in de richting van Critias dat de man die dit beweerde misschien zelf niet goed wist wat hij eigenlijk bedoelde met 'het zijne doen'. Daarop schiet Critias, die zich al een poosje zat op te winden, recht en mengt zich in het gesprek.

### Het onderzoek van Charmides' formule wordt voortgezet(162e-164c)
Critias kan nauwelijks zijn woede bedwingen. Voor Socrates staat het als een paal boven water dat het Critias was van wie Charmides het antwoord over de wijsheid had gehoord. "Ik had de indruk dat hij razend kwaad was op zijn neef, net als een dichter op een acteur die zijn gedichten slecht voordraagt." Socrates stelt voor dat hij en Critias samen naar een definitie van wijsheid gaan zoeken en Critias stemt toe.

### Nieuwe definitie door Critias: Zelfkennis(164c-166b)
Socrates argumenteert dat ambachtslui bijvoorbeeld niet uitsluitend dingen voor zichzelf maken, maar ook voor anderen. Desondanks kunnen ze gematigd (wijs) zijn. Dit werpt hij Critias voor de voeten, omdat diens definitie van wijsheid als 'het zijne doen' dan wordt ondermijnd. Critias antwoordt dat iets voor anderen 'maken' niet hetzelfde is als iets voor anderen 'doen'.
Socrates bekritiseert Critias' muggenzifterij over doen en maken en nodigt hem uit om zich wat duidelijker uit te drukken. Is het dan zo dat Critias bedoelde dat het doen van het goede (en niet het kwade) gelijkstaat aan gematigdheid (en wijsheid)? Critias beaamt dit. Maar, zo vraagt Socrates zich vervolgens af, we weten toch niet altijd op voorhand of wat we doen iets goeds zal opleveren? Conclusie: we kunnen wijs zijn zonder het noodzakelijk zelf te weten...
Critias begint dan een nieuw argument over wijsheid als zelfkennis, en citeert daarbij het orakel van Delphi: 'Ken uzelf,' dat hij interpreteert als 'een groet van de goden aan de mens', met als betekenis 'wees gematigd'. 
Socrates zegt dat, als matigheid een soort kennis is, het een wetenschap moet zijn. Ja, zegt Critias, een wetenschap van het zelf van de mens. Socrates stelt dit in vraag door zich erover te verwonderen welk gunstig resultaat deze wetenschap dan wel zou opleveren, daarbij verwijzend naar geneeskunde die gezondheid oplevert.

### Critias' formule: kennis van de andere wetenschappen en van haarzelf(166b-167a)
Critias maakt bezwaar tegen Socrates' verwerping van zijn definitie van gematigdheid als 'de wetenschap van het zelf van de mens' en zegt dat geen van de wetenschappen zoals een andere is. Zo gelijken wijsheid en meetkunde in niets op wat geneeskunde en bouwkunde voortbrengen. Maar, vraagt Socrates zich dan af, wat is dan precies het product van die wetenschap van de wijsheid, wat levert het op? Critias komt uiteindelijk tot de definitie 'wijsheid is verschillend van de andere wetenschappen, omdat zij alleen de wetenschap is van de andere wetenschappen en van zichzelf.' Socrates vult dat aan met te zeggen dat het dan ook de wetenschap moet zijn van wat we niet weten en dat het de taak is van de wijze man om te onderzoeken wat hij wel en wat hij niet weet. Critias gaat daarmee akkoord.

### Is zulk een kennis van kennis en onkunde mogelijk?(167a-169d)
Vervolgens vraagt Socrates zich af of dergelijke kennis - van wat gekend is en van wat niet gekend is - wel mogelijk is en nut heeft. Hij gaat met Critias akkoord om dit te onderzoeken.
Ligt het niet in de aard van wetenschap, vraagt Socrates, om een wetenschap van iets te zijn? Net zoals het in de aard ligt van iets 'groters' om groter te zijn dan iets wat kleiner is dan zichzelf. Maar indien dat grotere zowel groter is dan iets anders en zichzelf, dan werd het tegelijk zichzelf en zijn eigen object; hetzelfde met 'dubbel van': iets wat zowel het dubbele is van zichzelf is volgens de voorgestelde opvatting van wijsheid ook de helft van zichzelf! Socrates stelt vast dat ze bij wijsheid op zoek moeten gaan naar iets wat zichzelf definieert, los van een relatie met andere dingen. Zoiets als 'de kracht van hitte om te branden', of 'de kracht van zelfbeweging'. Socrates twijfelt. Bij zoiets doorgronden als 'de wetenschap van de wetenschap' schieten zijn krachten te kort. En zelfs indien zoiets bestond, zou hij er nog aan twijfelen dat het hetzelfde is als wijsheid of gematigdheid, of dat het enig goed zou kunnen opleveren.

### Zou zulke kennis-van-kennis nut hebben?(169d-174b)
Socrates laat de kwestie of zulke wetenschap wel mogelijk is even liggen. Hij vraagt Critias of, gesteld dat ze echt bestond, ze erin zou slagen ons te laten onderscheiden wat we weten en wat we niet weten. Met andere woorden: hoe zou ze ons tot zelfkennis kunnen leiden?
Critias' antwoord is het volgende: Net zoals hij die snel is snelheid heeft, zal hij die de kennis heeft die zichzelf kent zelfkennis hebben.

Socrates vraagt dan of het wel zo is dat het bezit van zelfkennis noodzakelijkerwijs betekent dat het iemand in staat stelt om het onderscheid te maken tussen wat wat hij weet en wat hij niet weet. Zelfkennis en dat onderscheid kunnen maken is een het hetzelfde zegt Critias, maar daar maakt Socrates bezwaar tegen. De kennis over kennis en niet-kennis is niet hetzelfde als de kennis over iets specifieks, zoals over gezondheid of over de wet. Zijn conclusie luidt uiteindelijk dat degene die kennis heeft over kennis (wijsheid dus) mogelijk weet dat hij weet, maar niet kan weten wat hij weet. Zo kan de wijze man geen onderscheid maken tussen goede en slechte dokters tenzij hij zelf een dokter is.
Wat we eigenlijk zoeken, bij wijsheid als kennis die weet wanneer het iets weet en niet weet, zegt Socrates, is een soort inhoudsloos ideaal, een wetenschap zonder studieobject, een abstracte kennis die ons belet fouten te maken.  En zij is nuttig omdat zij ons inzicht geeft in specifieke gebieden van kennis, daarmee het leren en de studie bevorderend. Zo zou wijsheid ons dus toelaten om de wetenschap te zien in bijvoorbeeld de wetenschap van de geneeskunde. Socrates geeft dan nog andere voorbeelden, zoals de waarzeggerskunst, waar dankzij de controle die de wijsheid over haar uitoefent, charlatans van ware profeten kunnen onderscheiden worden. Dit deel van de discussie sluit Socrates af met de vraag: 

"Welke is de kennis die de mens bij uitstel gelukkig maakt?"

### Kennis van Goed en Kwaad(174b-176a)
Critias antwoordt op de vorige vraag: "Door kennis te zijn van goed en kwaad." 
"Foei!" roept Socrates uit, "je loopt in een kringetje!" Want het gelukken in het handelen en het geluk is niet de vrucht van alle vormen van kennis bij elkaar, maar van slechts één enkele, en dat is degene die te maken heeft met de kennis van goed en kwaad. Het is deze kennis die een verlies voor ons zou betekenen indien ze afwezig was, want ze zou beletten dat activiteiten als geneeskunst, schoenmakerskunst e.d. op gelukkige en nuttige wijze zouden worden uitgeoefend. Die kennis is echter niet de wijsheid die we zoeken (immers: het is geen kennis die iets anders tot nut heeft, maar kennis over zichzelf is). Maar, hoe zal dan wijsheid nuttig zijn als ze geen enkel nut tot stand brengt? Het ziet er stilaan uit alsof de discussie geen echte oplossing vindt en eindigt in een aporie. "Ons onderzoek is niet bij machte geweest de waarheid te ontdekken" geeft Socrates toe (175d). De toverformule die hij van de Thraciër leerde, lijkt geen enkele praktische waarde te bezitten... Socrates geeft toe dat hij een 'kruk van een onderzoeker is' maar vermoedt toch dat wijsheid een groot goed is, en dat wie haar bezit gelukzalig zal zijn. Op die manier is iemand, naarmate hij wijzer is, ook gelukkiger.
Op deze wat gekunstelde wijze  komt de discussie toch tot een soort conclusie, ook al heeft de discussie daar niet veel toe bijgedragen...

### Epiloog(176a-176d)
De dialoog eindigt met een vrolijke noot, wanneer de jongeling Charmides ironisch vaststelt dat de beide geleerde heren niet tot een definitie van wijsheid zijn toegekomen. Hoe zou hij dan kunnen weten of hij al dan niet wijsheid bezit? Charmides maakt zich duidelijk  vrolijk over deze afloop, maar verzoekt toch om door Socrates verder 'belezen' te worden. 'Socrates', zegt hij, 'ik heb uw 'toverformule' broodnodig hoor, elke dag, tot ge zegt dat het genoeg is geweest'. Critias speelt mee en beveelt Charmides om Socrates te volgen. Deze sputtert tegen, alsof hij gedwongen wordt zonder zelf iets te mogen inbrengen. 'Wat gaat ge dan doen', vraagt hij Charmides, 'me dwingen? Geweld gebruiken?' 'Inderdaad', zegt Charmides, 'als Critias het me beveelt, kan ik niet anders.' Socrates geeft toe, want 'als gij immers om het even wat onderneemt en geweld gebruikt, zal geen mens ter wereld u kunnen weerstaan...'

## Dwarsverbanden met andere dialogen
Socrates gebruikt in de Charmides deze analogie: onwetendheid is voor de filosoof wat ziekte is voor de geneesheer. Deze analogie, en varianten ervan, verschijnt ook vaak in andere dialogen. En telkens slaagt Socrates er maar niet in om een 'kuur' voor de kwaal te vinden. Zo zien we bijvoorbeeld in de Protagoras hoe de sofist Prodicus Socrates ervan beschuldigt een 'boeltje' te maken van de discussie. Socrates aanvaardt deze kritiek en gaat zelfs zover om zichzelf een lachwekkende dokter te noemen ("geloios iatros") wiens geneesmiddel niet alleen faalt om de ziekte te genezen, maar die zelfs erger maakt. (Protagoras 340e).
Een variatie op het 'geneeskundig thema' vinden we in de Theaetetus, waar Socrates zichzelf vergelijkt met een vroedvrouw die jongens en mannen helpt om leven te schenken aan hun ideeën. Van zichzelf zegt hij dat hij onvruchtbaar is en nooit een levensvatbaar idee heeft voortgebracht. "Vaak", zo zegt hij, "heb ik het intellectuele equivalent van kindermoord moeten begaan." (Theaetetus 160e).

## Nederlandse vertalingen
- Plato, Verzameld werk, vol. 15, Charmides - Laches - Lysis, vert. Mario Molegraaf, 2005. ISBN 9789035118805
- Plato, "Charmides", in: Verzameld werk, vol. 1, vert. Xaveer de Win, Antwerpen, Nederlandsche Boekhandel, 1965 (herdrukt 1978, 1980 en 1999)
- Plato, Charmides, Lysis, Menoon, vert. Onno Damsté, 1965
- Platons Charmides, vert. C. Gerretson, Rotterdam, Boogaerdt, 1906 (herdrukt 1973)

## Andere vertalingen
- (en)  Plato, "Charmides", in: J.M. Cooper en D.S. Hutchinson (eds.), Complete Works, 1997, 1838 p. ISBN 9780872203495
Grondige Engelse vertaling in één band met annotaties en toelichting